# Кохановское
Кохановское (Кохановка) — село в Кизлярском районе Дагестана. Входит в состав Кардоновского сельсовета.

## Географическое положение
Населённый пункт расположен у канала Кабазек Второй, на левом берегу реки Кардоновка, в 14 км к северо-востоку от центра сельского поселения — Кардоновка и в 21 км к востоку от города Кизляр.

## Население
| 1926 | 1970 | 1989 | 2002 | 2006 | 2009 | 2010  |
| ---- | ---- | ---- | ---- | ---- | ---- | ----- |
| 193  | ↗413 | ↗575 | ↗624 | ↗744 | ↗805 | ↗1071 |
| 2021 |      |      |      |      |      |       |
| ↘664 |      |      |      |      |      |       |

Национальный состав
По данным Всесоюзной переписи населения 1926 года:
| № | Национальность | Численность, чел. | Доля  |
| - | -------------- | ----------------- | ----- |
| 1 | русские        | 193               | 100 % |

По данным Всероссийской переписи населения 2010 года:
| № | Национальность | Численность, чел. | Доля   |
| - | -------------- | ----------------- | ------ |
| 1 | даргинцы       | 635               | 59,3 % |
| 2 | аварцы         | 326               | 30,4 % |
| 3 | лакцы          | 34                | 3,2 %  |
| 4 | русские        | 29                | 2,7 %  |
| 5 | азербайджанцы  | 20                | 1,9 %  |
| 6 | другие         | 27                | 2,5 %  |

По данным Всероссийской переписи населения 2010 года, в этом селе проживал 1071 человек (487 мужчин и 584 женщины).